# Kari-Pekka Klinga
Kari-Pekka Klinga (* 30. März 1963 in Helsinki) ist ein ehemaliger finnischer Basketballspieler.

## Laufbahn
Klinga spielte von 1980 bis 1999 für den finnischen Erstligisten Torpan Pojat in seiner Heimatstadt Helsinki. 1981, 1983, 1986, 1996, 1997 und 1998 wurde er mit der Mannschaft finnischer Meister. Zudem gewann er viermal den Pokalwettbewerb. Er bestritt insgesamt 712 Spiele in der Korisliiga. Der 1,88 Meter große Spieler wurde insbesondere als treffsicherer Distanzschütze bekannt. In sechs Korisliiga-Spielzeiten erreichte er Mittelwerte von mehr als 20 Punkten pro Begegnung, sein Höchstwert waren 23 Punkte je Partie in der Saison 1988/89, damit lag er in der Korbjägerliste der Liga in diesem Spieljahr auf dem dritten Rang. Seine Bestleistung in einem Ligaspiel erreichte er mit 45 Punkten. Klinga erzielte am 14. Oktober 1984 den ersten Dreipunktwurf in der Geschichte der Korisliiga.
Klinga bestritt 135 Länderspiele für Finnland und nahm an der Europameisterschaft 1995 teil, bei der er zweitbester Korbschütze der Mannschaft war (10,7 Punkte/Spiel), nur übertroffen von Martti Kuisma. Klingas Bestmarke in einem Länderspiel waren 42 Punkte. 1986 und 1994 war er Finnlands Basketballer des Jahres, in den Spielzeiten 1992/93 und 1994/95 wurde er als bester Spieler der Korisliiga ausgezeichnet. Er wurde in die Ruhmeshalle des finnischen Basketballsports aufgenommen.
Nach dem Ende seiner Spielerzeit war er Trainer der Damen von Torpan Pojat, 2020 wurde er Trainer bei den Damen von PuHu Vantaa.